# Nyonin Geijutsu
Nyonin Geijutsu (女人芸術, lit. "Artes das Mulheres"), foi uma revista literária dedicada à mulher publicada entre julho de 1928 e junho de 1932. Era publicada por Hasegawa Shigure. A revista de carácter feminista foi publicada em quarenta e oito edições, focadas na arte e literatura das mulheres. Foi considerada uma das revistas literárias femininas japonesas mais influentes desde a revista Seitō.

## História
Nyonin Geijutsu foi publicada pela primeira vez por Hasegawa Shigure em julho de 1928. A revista era escrita, editada, elaborada e publicada por mulheres, e o seu objetivo era a libertação das mulheres. A revista foi financiada pelo marido de Hasegawa, o autor popular, Mikami Otokichi.
Quando a revista começou a ser publicada, Hasegawa estava encarregada da publicação, Sogawa Kinuko era a editora, e a tipógrafa era Ikuta Hanayo. Elas publicavam na casa de Hasegawa, situada na atual Shinjuku. Posteriormente, Hasegawa também ficou responsável pela edição, e o local da publicação passou a ser na atual Akasaka.
As edições de maio e junho de 1930 foram proibidas. A edição de outubro de 1931 também foi proibida. A publicação da revista continuou a ser feita, após o incidente de Mukden, mas em junho de 1932 foi interrompida por causa do agravamento das condições já precárias de saúde de Hasegawa. Apesar da edição de junho daquele ano ter sido impressa, ela acabou sendo destruída. Após este acontecimento, os editores da Nyonin Geijutsu publicaram uma nova revista intitulada Kagayaku.

## Contribuidores notórios
Entre os escritores da revista, encontram-se: Yaeko Nogami, Ichiko Kamichika, Yamakawa Kikue, Takamure Itsue, Yoshiko Yuasa, Miyamoto Yuriko, Fumiko Hayashi, Ineko Sata, Taiko Hirabayashi, Sasaki, Fumiko Enchi, e Yōko Ōta. Nos últimos anos da revista, também contribuíram autores como Hajime Kawakami, Kiyoshi Miki, Eitaro Noro e Takiji Kobayashi.
Inicialmente, eram publicados romances, poemas, ensaios e resenhas individualizadas, e posteriormente foram publicadas mais leituras e ficção proletária. No entanto, a revista permaneceu a ser publicada fundamentalmente com carácter político de esquerda, relatando a União Soviética, o movimento operário, e as questões internacionais. Na revista também eram publicados os artigos de anarquistas como Yuriko Mochizuki e Aki Yagi, e de comunistas como Yukiko Nakashima.